# Сен-Мартен, Луи Клод де
Луи Клод де Сен-Мартен (фр. Louis-Claude de Saint-Martin, 1743—1803) — французский мистик, подписывавший свои работы псевдонимом «Неизвестный философ» (фр. Philosophe inconnu). Духовный учитель мартинистов.

## Биография
Луи Клод де Сен-Мартен родился в Амбуазе в бедной, но знатной семье.
Последовав желанию своего отца, вначале он стал адвокатом, а затем поступил на службу в гарнизон Бордо, где произошла его встреча с Мартинесом де Паскуалли (Паскуалисом), которого обыкновенно считают португальским евреем (однако позднейшие исследования указывают на то, что, вероятно, он был испанским католиком), чье мистическое учение, вобравшее в себя Каббалу, было направлено на приведение к тайному культу, содержавшему в себе магические и теургические ритуалы.
В 1771 году Сен-Мартен покинул армию, чтобы стать проповедником мистицизма. Талантливость его речей сделала Сен-Мартена желанным гостем в парижских салонах, однако чрезвычайное рвение привело к его многочисленным поездкам: сначала в Англию, где в результате он имел знакомство с английским мистиком Уильямом Лоу, затем в Италию и Швейцарию. Также он посетил все главные города во Франции. В 1788 году в Страсбурге он познакомился с Шарлоттой де Бёклин и едва не влюбился в неё; именно Шарлотта познакомила его с трудами Якоба Бёме.
Так как Сен-Мартен был аристократом, во время Французской революции он был интернирован, а его имущество подверглось конфискации. Позже он был освобожден местными властями, которые хотели назначить его школьным учителем. И хотя Сен-Мартен вырос убежденным католиком, всегда оставаясь верным Церкви, его первая работа, «О заблуждениях и истине» была внесена в Индекс запрещенных книг.
Он умер 23 октября 1803 года в Онее, близ Парижа.

## Работы
Сен-Мартен был первым, кто перевел труды Якоба Бёме с немецкого на французский. Последующие годы он всецело посвятил написанию своих основных работ и переводу Бёме. Об интересах Сен-Мартена мы знаем из его опубликованных писем: он был увлечен спиритуализмом, магнетическим лечением, магическими эвокациями и произведениями Эммануила Сведенборга.
Основные работы Сен-Мартена: Lettre à un ami, ou Considérations philosophiques et religieuses sur la révolution française («Письмо к другу, или Философские и религиозные соображения о французской революции»), «Молния на человеческое общество»(Éclair sur l’Association humaine), «Разум вещей, или философский взгляд на природу существ и на предмет их существования» (L’Esprit des choses ou Coup d'œil philosophique sur la nature des êtres et sur l’objet de leur existence), «Человек, его истинная природа и служение» (Le Ministère de l’Homme-Esprit)
Остальные трактаты были изданы в книге под названием «Посмертные труды» (Œuvres posthumes 1807).
Французскую революцию Сен-Мартен воспринял как проповедь в действии, или, даже более того, как «Судный день» в миниатюре. Идеал общественного устройства он видел в естественной и духовной теократии, где Бог изберёт людей, которых Он наделил даром и осенил своим знамением, чтобы они руководствовали людьми согласно Божественной воле. Вся церковная система должна была исчезнуть, уступив место духовному христианству, основанному на обращении к высшему нравственному чувству, от которого исходит божественное знание. Бог — это бесконечная личность, и его творение преисполнено божественной любви, которую Он не смог сдержать в себе. Человеческая душа, человеческий интеллект или дух, дух вселенной, а также элементы или материя — это четыре стадии божественной эманации, и человек является непосредственным отражением Бога, в то время как природа — это отражение человека. Как бы там ни было, человек утерял своё изначальное положение, пав, и материя явилась следствием этого падения. Но божественная любовь, соединенная для человечества в Христе, станет средством к окончательной реинтеграции.

## Влияние
Поклонники работ Сен-Мартена объединились в кружки под названием «Друзья Сен-Мартена», и впоследствии стали известны как мартинисты. Они оказали влияние на создание Герметического Ордена Золотой Зари.
Путешествуя по Европе, Сен-Мартен во время пребывания в Германии подружился с человеком по имени Рудольф Зальцман. Зальцман много помогал Сен-Мартену, он представил его алхимическому «Ордену Неизвестных Философов» («Order des Ubekannte Philosophen»), а также представил его в 1790 году русскому двору. Там Сен-Мартен познакомился со многими знатными мужчинами и женщинами из царской семьи и приобрел большое количество учеников.
Известно, что Сен-Мартен имел колоссальное влияние на умы русских масонов ещё до того, как лично посетил Россию. Его книга «О заблуждениях и истине», вышедшая ещё в 1775 году, была широко распространена среди русских масонов и произвела изменение в настроениях среди них, что привело в их среде к желанию завязать более близкие сношения с иностранными ложами, от которых до этого времени русские франкмасоны старались отгораживаться.
Среди российских последователей Сен-Мартена были князь Алексей Борисович Куракин, князь Александр Николаевич Голицын и Николай Иванович Новиков. Николай Новиков был посвящён в несколько эзотерических обществ и являлся создателем ещё двух, включая «Орден Неизвестных Философов», и главой более известного российского отделения ордена «Злато-Розового Креста». Он начал поддерживать отделение ордена, содержавшее как розенкрейцерский корпус, так и учение Избранных Коэнов, которое при посвящении передал Куракину Сен-Мартен. Эту группу обычно называли «Теоретиками», по названию второго градуса в «Злато-Розовом Кресте».

### Переводы на русском
- Сен-Мартен Л. К. О заблуждениях и истине, или воззвание человеческого рода ко всеобщему началу знания: сочинение, в котором открывается Примечателям сомнительность изысканий их. Типография И. Лопухина. 1785
- Луи-Клод де Сен-Мартен. Человек Желания / Пер. В. Ткаченко-Гильдебрандт. — М. Алетейя, 2017, 250 с. ISBN 978-5-906980-13-7
- Луи Сен-Мартен. Мартинизм Неизвестного Философа / Пер. Вирр Арафель. — Нижний Н.: ИП Москвичев А. Г., 2017, 432 с. ISBN 978-5-9500121-5-0
- Луи-Клод де Сен-Мартен. Крокодил, или война между добром и злом, случившаяся в царствование Людовика XV / Пер. М. М. Фиалко. — М.: Книгократия, 2019, 432 с. ISBN 978-5-604-18224-6